# 貝塔索人
| 星际旅行中主要的种族与势力              |
| --------------------------------------- |
| 星際聯邦 · 人类 · 瓦肯人 · 安多利人     |
| 貝塔索人 · 波利安人 · 德诺布拉人        |
| 罗慕伦人 · 克林贡人 ·巴库人 · 索利安人  |
| 葛恩人 · 佛瑞吉人 · 博格人 · 卡松人     |
| 卡达西人 · 贝久人 · 楚尔人 · 希罗吉恩人 |
| 自治同盟 · 布林人 · 新地人 · 8472种族   |

貝塔索人（Betazoid）是科幻電視劇《星艦奇航記》中居住於貝塔索星（Betazed）的種族。貝塔索星是星際聯邦的其中一個行星成員。

## 生理特徵

### 外形
除了虹膜是純黑色之外，他們的外表幾乎與人類無異。

### 生育
在妊娠期方面，貝塔索人跟人類相似：人類一般的懷孕期為9個月，而貝塔索人的懷孕期則為10個月。

### 更年期
對貝塔索人來說，女性最少到了等同於人類年齡40歲才算是成熟。而到了「貝塔索更年期」，貝塔索女性的性慾比平時強四倍。

### 睡眠
貝塔星人的快速動眼期的頻率與大部分人類有別。

## 心理
貝塔索人擁有心靈感應的能力，大部分他們的心靈感應並不是天生的，而是在進入青春期的時候慢慢發展出來的。但少部分貝塔索人则会在出生时就拥有心灵感应能力，常常会导致一定不良后果，不能正常成长。貝塔索人之間可以透過心靈感應對話，並能讀取大部分其他種族的思想，至於他們與人類所生的子女則只可以感應其他生物情緒，而不能讀取他們的想法。
貝塔索人對那些不能讀取其思想的種族會感到很不自在，這些種族包括佛瑞吉人、布林人等。同樣，會思想的動物亦害怕他們，所以貝塔索人較喜歡體型較小的動物。

## 文化
由於貝塔索人彼此間可以進行心靈交流，所以他們是一個誠實的種族。他們熱愛和平。與銀河系很多其他的種族不同，他們的文明發展並無經歷很多的戰爭。

### 愛情與婚姻

#### 精神伴侶
貝塔索語中的「伊瑪薩迪」（imzadi）意為「親愛的」、「心愛的」。在《銀河飛龍》中，蔡典娜就稱韋威廉是他的「伊瑪薩迪」。
貝塔索人有一種古老形式的婚姻制度，名為「基因結合」，兩對家長會為自己子女婚配。貝塔索人一向以「多情」聞名，他們可以同時愛上多人，但同時亦不會失去對配偶的愛，又或者失去了與配偶之間的婚姻關係。
由於對貝塔索人來說，婚姻是慶祝「愛」的行為，他們婚禮上的參與者都是不穿衣服的，蔡典娜的母亲在企業號-D举行婚礼时即裸体出现，导致婚礼流产。皮尚魯艦長曾在《星戰啟示錄》中表示要到企業號-E的健身室中健身，以準備出席韋威廉和蔡典娜的婚禮。

## 外部連結
- （英文）《星空奇記記》官方網站：貝塔索人（页面存档备份，存于）
- （英文）阿爾法記憶：貝塔索人 （页面存档备份，存于）